# 济南南关礼拜堂旧址

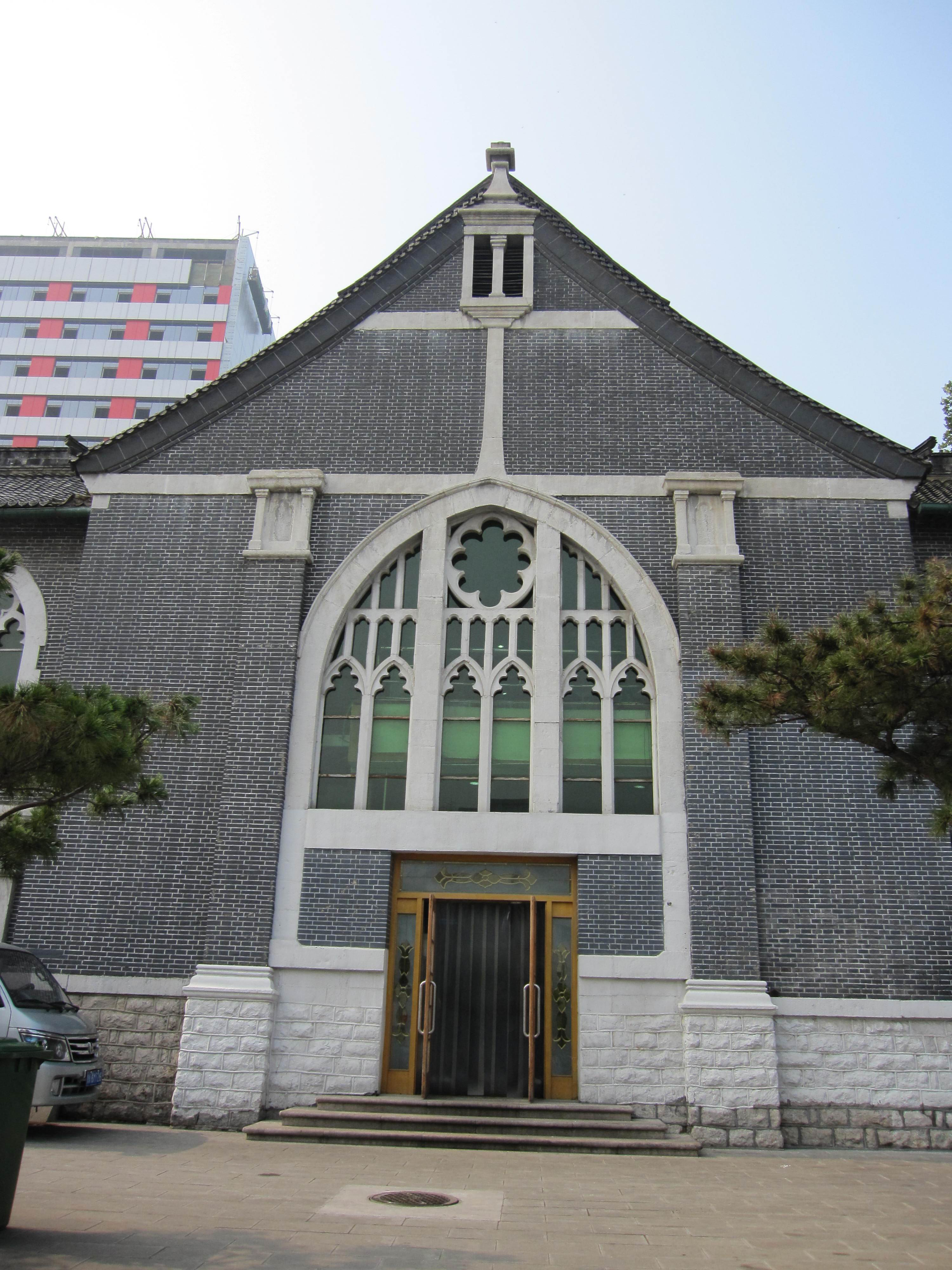
礼拜堂北立面

济南南关礼拜堂旧址，位于山东省济南市历下区文化西路齐鲁医院内，东邻广智院。该建筑原为在济南传教的大英浸信会建造的礼拜堂，亦为齐鲁大学神学院的实习基地，建于清光绪三十二年至三十三年（1906-1907年）。教堂具有哥特式建筑的特点，设有两座钟楼，可容纳500人。1926年曾被设为教会的中心办事处，文革期间停止宗教活动，改为趵突泉街道办事处有色金属材料厂，1982年作为齐鲁医院营养食堂使用至今。